# まるや君が代
株式会社まるや君が代（まるやきみがよ）は、新潟県長岡市に本社を置く製麺企業である。

## 概要
1885年（明治18年）に創業し、新潟県を中心にそうめんやうどんの麺を製造している。テレビやラジオにおいて「君が代製麺」という名でCMを流していたため、新潟県内では「君が代製麺」として知られている。新潟県長岡市に立地していることから、コシヒカリの米粉や地酒を練りこんだ麺や、長岡市出身の山本五十六にちなみ、パッケージに旭日旗が描かれた「山本五十六元帥のさくら索麺」なども製造し、長岡商工会議所会員などによる「山本五十六ブランド商品」にも選定されている。本社敷地内に、観光型工場「麺工房」や「つるりん房」などの直営店を開設している。なお、「君が代」という商標登録は1921年（大正10年）に認可されている。

## 主な製品
- 君が代そうめん
- 君が代たらいうどん
- 君が代うどん
- 地酒らうめん

## 拠点
- 本社工場　新潟県長岡市脇野町2015番地